# Pudtol
Pudtol (Bayan ng  Pudtol),  es un municipio filipino de cuarta categoría perteneciente a  la provincia de Apayao en la Región Administrativa de La Cordillera, también denominada Región CAR.

## Geografía
Tiene una extensión superficial de 401.02 km² y según el censo del 2007, contaba con una población de 12.595 habitantes y 2.066 hogares; 13.305 habitantes el día primero de mayo de 2010

### Barangayes
Pudtol se divide administrativamente en 22 barangayes o barrios, 20 de  carácter rural y los dos restantes: Población y San Luis, de carácter  urbano.
| - Aga - Alem - Cabatacan - Cacalaggan - Capannikian - Lower Maton - Malibang | - Mataguisi - Población - San Antonio (Pugo) - Swan - Upper Maton - Amado - Aurora | - Doña Loreta - Emilia - Imelda - Lt. Bilag - Lydia - San Jose - San Luis - San Mariano |

## Historia
Pudtol, Flora y Santa Marcela,  originalmente formaban parte de municipio de  Luna de Apayao.